# Mircea Diaconu
Mircea Diaconu (Vlădești, 24 de diciembre de 1949-Bucarest, 14 de diciembre de 2024) fue un actor, político y escritor rumano. Su debut en actuación sucedió en 1970, y dos años después en cine. Desarrolló una prominente carrera en ambos ámbitos y actuó en más de sesenta películas nacionales. Fue parte de la revolución rumana de 1989. En 2008, entró a la política donde fue elegido senador y luego sirvió como Diputado al Parlamento Europeo. En 2019 fue candidato presidencial, ocupando el cuarto puesto.

## Biografía
Mircea Diaconu se graduó de la escuela en 1967 y de la Universidad Nacional de Teatro y Cine Ion Luca Caragiale en 1971. Fue obligado a unirse al Partido Comunista Rumano en su segundo año universitario, debido a sus alto índice académico. En 1980, se casó con Diana Lopescu, también actriz, con quien tuvo dos hijos.
Hizo su debut teatral como actor en la obra The Grass Harp en el Teatro Bulandra. Su debut en el cine fue en la cinta Stone Wedding (1972) de Dan Pita. Trabajó con Lucian Pintilie tanto en cine como en teatro. En Bulandra, actuó en Noche de reyes y La Tempestad, ambas bajo la dirección de Liviu Ciulei; y en Răceala, de Marin Sorescu, dirigida por Dan Micu. En el Teatro Nottara, actuó en El bosque, de Alexander Ostrovsky; El bosque de los ahorcados, de Liviu Rebreanu; y en Într-o dimineață, de Mihai Ispirescu. Se convirtió en director del Teatro Nottara en 2004, trabajando como tal hasta su dimisión en 2011.
Mircea Dianocu falleció en Bucarest el 14 de diciembre de 2024 a los 74 años de edad, tras padecer un cáncer colorrectal.

## Política
En marzo de 2014, cuando el PNL no lo incluyó en su lista de candidatos a las elecciones al Parlamento Europeo de ese año, Diaconu decidió presentarse como independiente. Aunque su candidatura fue rechazada inicialmente por las autoridades electorales porque la decisión judicial de 2012 lo había declarado inelegible para un cargo político, un tribunal de apelación lo incluyó en la papeleta, al considerar que, de hecho, podía presentarse a otros cargos distintos del que estaba implicado en el caso más antiguo (es decir, senador). Durante la campaña, construyó la imagen de un independiente perseguido por instituciones burocráticas decididas a mantenerlo fuera del cargo, beneficiándose de una cobertura mediática favorable. Obtuvo unos 380.000 votos. Como independiente, sólo necesitaba el 3,1% de los votos para asegurarse un escaño; obtuvo dos dígitos en los condados de Constanța (13,3%) y Botoșani (10,4%).

### Elecciones presidenciales
En agosto de 2019, Diaconu se postuló a la presidencia como independiente. Posteriormente, ALDE y PRO Rumanía formaron una alianza electoral en apoyo de Diaconu, llamada «Un Om» («un hombre» o «un ser humano»). Sus propuestas incluían la ampliación de la central nuclear de Cernavodă y el rescate de la central de Rovinari; la construcción y revitalización de los puertos y puentes del río Danubio, con fondos de la Unión Europea; la unificación de las pequeñas propiedades en explotaciones agrícolas más grandes y rentables; y un enfoque más estricto de la disciplina escolar, como la prohibición de los teléfonos móviles y la reintroducción de los uniformes. En política exterior, pidió que Rumanía desempeñara un papel más importante en la UE y la OTAN, al tiempo que reafirmaba la alianza del país con Estados Unidos. Sus políticas parecían cortejar a un electorado rural y recordaban a las de la década de 1990 y principios de 2000, cuando Ion Iliescu era presidente Diaconu terminó en cuarto lugar, con casi el 9% de los votos.

## Filmografía

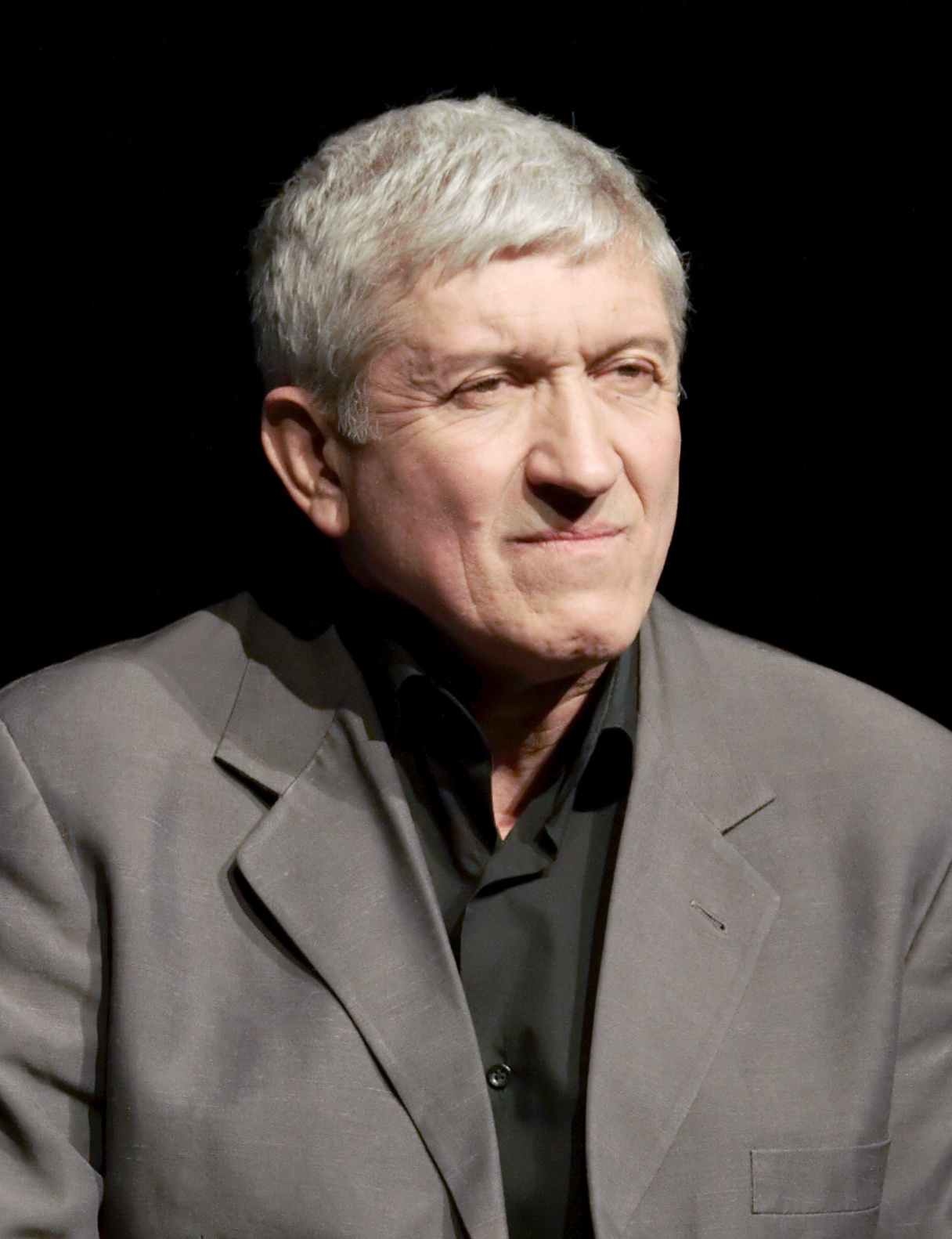
Mircea Diaconu en 2011.

| Año  | Título                                          | Rol                         | Director                 |
| ---- | ----------------------------------------------- | --------------------------- | ------------------------ |
| 1972 | Stone Wedding                                   | Desertor                    | Dan Pița y Mircea Veroiu |
| 1975 | Filip, the Good                                 | Filip                       | Dan Pița                 |
| 1975 | Red Apples                                      | Mitică Irod                 | A. Tatus                 |
| 1975 | The Actor and the Savages                       | Commisionado Radu Toma      | Manole Marcus            |
| 1978 | The Prophet, the Gold and the Transylvanians    | Romulus Brad                | Dan Pița                 |
| 1978 | The Actress, the Dollars and the Transylvanians | Romulus Brad                | Mircea Veroiu            |
| 1981 | The Oil, the Baby and the Transylvanians        | Romulus Brad                | Dan Pița                 |
| 1981 | Carnival Scenes                                 | Iordache                    | Lucian Pintilie          |
| 1982 | Sequences                                       | The Motel Keeper            | Alexandru Tatos          |
| 1982 | Buletin de București                            | Radu Petrescu               | Virgil Calotescu         |
| 1985 | Căsătorie cu repetiție                          | Radu Petrescu               | Virgil Calotescu         |
| 1988 | ecretul armei secrete                           | Zmeul Zmeilor               | Alexandru Tatos          |
| 1996 | Asphalt Tango                                   | Andrei                      | Nae Caranfil             |
| 2002 | Philanthropy                                    | Ovidiu Gorea                | Nae Caranfil             |
| 2006 | Love Sick                                       | Mr. Dragnea                 | Tudor Giurgiu            |
| 2006 | The Way I Spent the End of the World            | Grigore Matei               | Cătălin Mitulescu        |
| 2007 | he Bastards                                     | The Presidential Counsellor | Șerban Marinescu         |
| 2009 | Kino Caravan                                    | Tanasie                     | Titus Muntean            |

## Libros
- Șugubina (1977), Albatrós.
- La noi, când vine iarna (1980), Ion Creangă; 2013, Polriom.
- Scaunul de pânză al actorului (1985), Meridiane.